# Tmesisternus obliquefasciatus
Tmesisternus obliquefasciatus là một loài bọ cánh cứng trong họ Cerambycidae.